# Гольдбах (Тюрингия)
Гольдбах (нем. Goldbach) — община в Германии, в земле Тюрингия.
Входит в состав района Гота. Подчиняется управлению Миттлерес Нессеталь. Население составляет 1694 человека (на 31 декабря 2010 года). Занимает площадь 12,15 км².